# 唐愚士
唐愚士（1350年—1401年），名之淳，字愚士，以字行，號萍居道人。越州会稽（浙江紹興）人。
生於元朝至正十年（1350年）庚寅，少有奇志。父唐肃，官翰林，以面君行鄉俗禮，得罪明太祖，謫死濠州。愚士扶喪歸葬。
工書法，篆隶得李斯、李阳冰体。宋濂亟称之。建文二年，方孝孺荐擢翰林侍读，同孝孺共领修《鑑戒錄》，同领书局。建文三年（1401年）辛巳卒。有《萍居稿》、《文断》、《唐愚士诗》行世。《明史·文苑传》附载《王行传》中。